# تری‌فلات

گروه تری‌فلات

تری‌فلات(به انگلیسی: Triflate)، همچنین با نام سیستمی تری‌فلورومتان‌سولفونات نیز شناخته می‌شود، یک گروه عاملی با فرمول CF3SO3− است. گروه تری‌فلات غالباً با نماد −OTf نشان داده می‌شود. به عنوان مثال، ان-بوتیل تری‌فلات را می‌توان به صورت CH3CH2CH2CH2OTf نوشت.